# Johannes Brost

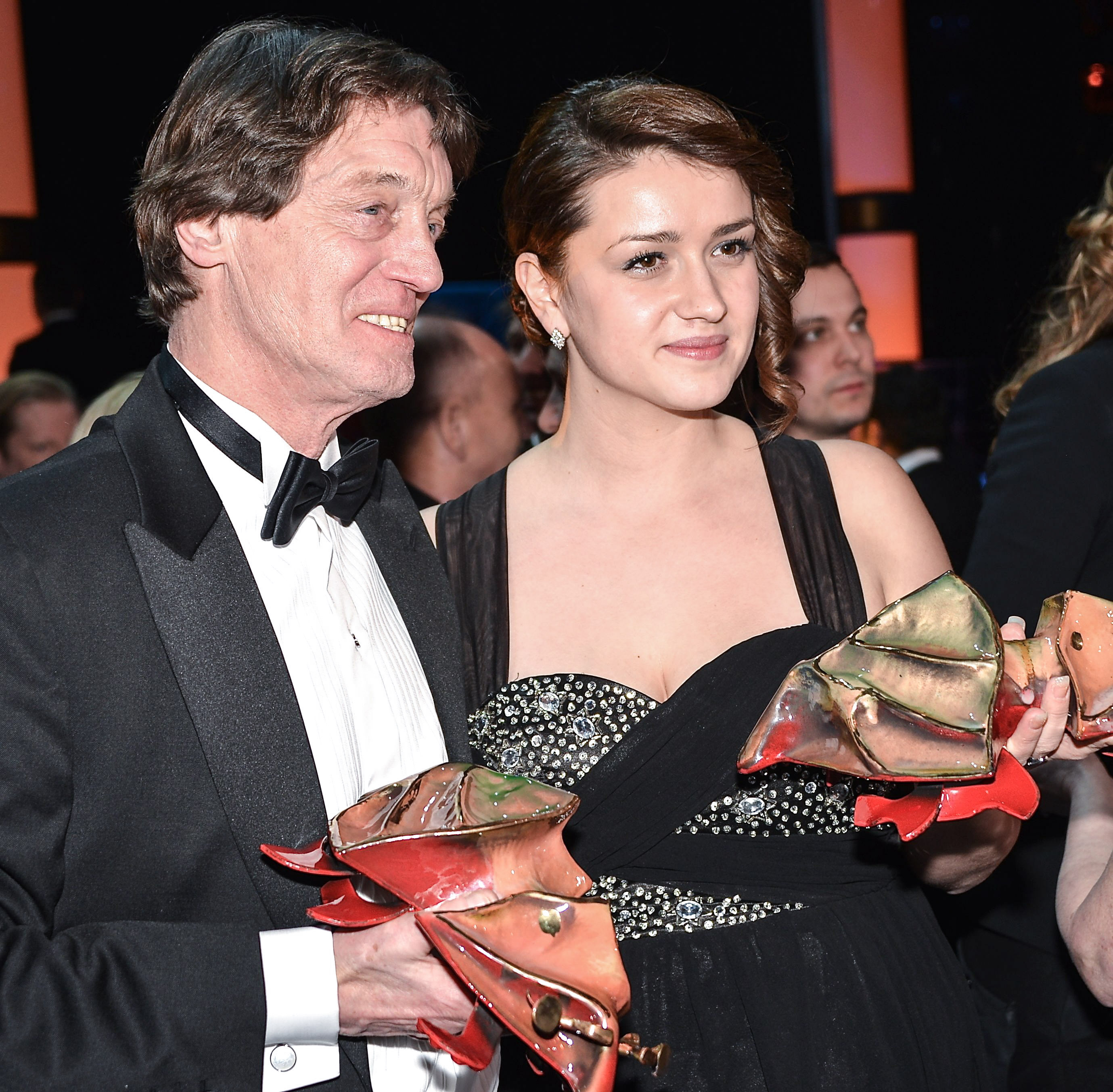
Johannes Brost och Nermina Lukač med sina guldbaggar på Guldbaggegalan 21 januari 2013.

Edvard Johannes Brost Forssell, känd under artistnamnet Johannes Brost, född 25 september 1946 i Stockholm, död 4 januari 2018 i Lund, var en svensk skådespelare. Han var son till författaren Sven Forssell och skådespelaren Gudrun Brost samt halvbror till musikern Tomas Forssell.

## Biografi
Efter föräldrarnas skilsmässa 1951 växte Brost upp med sin mor. Som barn ville Brost inte välja samma yrke som mor. Gudrun Brost var en stor aktris och Johannes Brost växte upp bland teaterkulisser. Tids nog valde Brost i alla fall att satsa på teater och sökte till Dramatens elevskola men det brast i första provet. Efter privatlektioner för Fred Hjelm blev han antagen till Statens scenskola i Malmö och utexaminerades 1970.
På 1960-talet agerade Brost tillsammans med Ola Ström som fanklubb-president till rockbandet Namelosers.
Därefter blev han anställd av Viveca Bandler på Stockholms stadsteater, där han stannade i två år. Sedan var han under ett år engagerad vid Åbo Svenska Teater, varefter följde arbete på Riksteatern, Unga Teatern och Malmö Stadsteater. Han medverkade även i Tältprojektet 1977.
Brost långfilmsdebuterade 1976, i rollen som handelsresande i filmen Förvandlingen efter Franz Kafkas berättelse. Han fick sitt stora genombrott 1981 i julkalendern Stjärnhuset i rollen som Astro, och han gjorde under 80-talet en lång rad uppmärksammade teaterroller i komedier som Bäddat för sex och Är du inte riktigt fisk. Under samma period etablerade han sitt säregna humoristiska uttryck och sin pantomimiska begåvning i TV-serien Gäster med gester.
Mellan 1992 och 2002 medverkade Johannes Brost i SVT:s långkörare Rederiet. Hans karaktär, bartendern Joker, blev en av de mest populära och Brost en av Sveriges mest igenkända skådespelare; han medverkade i samtliga 318 avsnitt av TV-serien. Han medverkade även i flera långfilmer, bland annat Bröllopsfotografen, Black Jack, Änglagård, Jönssonligan dyker upp igen och som mystisk spökjägare i Besökarna.
Brost var hedersmedborgare i Laholm och producerade flera sommarrevyer där. Han medverkade även i flera uppsättningar hos Eva Rydberg på Fredriksdalsteatern i Helsingborg.
År 2011 hade Johannes Brost huvudrollen i Axel Peterséns debutlångfilm Avalon. För denna roll tilldelades han en Guldbagge i kategorin Bästa manliga huvudroll i januari 2013. Rollen kom att bli ett erkännande för hans talang som skådespelare.
Hans folkkära status ledde bland annat till medverkan i TV-serier som Let's Dance och Stjärnorna på slottet och 2017 gjorde han sin sista roll som Sievert Lindberg i TV-serien Fröken Frimans krig.
Johannes Brost fick fyra barn. Hans självbiografi Dö inte nyfiken! utkom 2015.
År 2017 drabbades Johannes Brost av matstrupscancer. Han avled 2018 i Lund, vid 71 års ålder. Johannes Brost ligger begravd på Veinge kyrkogård.

## Filmografi

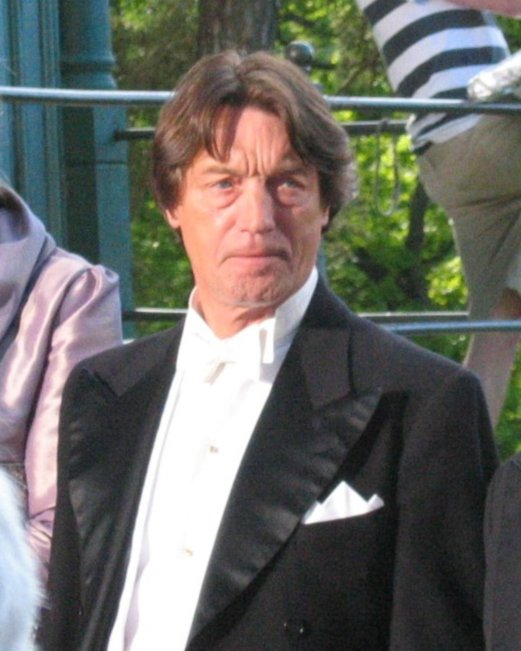
Johannes Brost under inspelningen av Bröllopsfotografen 2009.

| År        | Titel                                               | Roll                       | Noter                                  |
| --------- | --------------------------------------------------- | -------------------------- | -------------------------------------- |
| 1973      | Makt på spel                                        | Jonas Forsman              | TV-serie                               |
| 1973      | Åttonde budet                                       |                            |                                        |
| 1974      | Kungen och narren                                   |                            |                                        |
| 1976      | Förvandlingen                                       | Handelsresande             |                                        |
| 1978      | Tältet                                              |                            |                                        |
| 1979      | Barnförbjudet                                       | Den hålögde personalpojken |                                        |
| 1980      | Remdriven                                           |                            |                                        |
| 1980      | Cirkus Zero                                         |                            |                                        |
| 1981      | Lösnummer                                           |                            |                                        |
| 1981      | Micke och Molle                                     | Molle                      | Röstroll                               |
| 1981      | Det stora barnkalaset                               |                            |                                        |
| 1981      | Stjärnhuset                                         | Astro                      | TV-serie                               |
| 1981      | Varning för Jönssonligan                            | Rånare i kiosken           |                                        |
| 1982      | Skulden                                             | Poeten                     | TV-serie                               |
| 1982      | Gräsänklingar                                       | Robber                     |                                        |
| 1983      | Kalabaliken i Bender                                | Officer                    |                                        |
| 1983      | Musse Piggs julsaga                                 | Ebenezer Scrooge           | Röstroll                               |
| 1983      | Med Lill-Klas i kappsäcken                          | Flyttgubbe                 |                                        |
| 1984      | Nya himlar och en ny jord                           |                            | TV-serie                               |
| 1985      | Den tragiska historien om Hamlet – prins av Danmark | Gyldenstern                | TV-serie                               |
| 1985      | Det är mänskligt att fela                           |                            | TV-pjäs                                |
| 1986      | Plötsligt skulle vi skiljas                         |                            | TV-pjäs                                |
| 1986      | Kullagret                                           |                            | TV-serie                               |
| 1986      | Min pappa är Tarzan                                 | Curt                       |                                        |
| 1986      | Jönssonligan dyker upp igen                         | Järnarmen Manfred          |                                        |
| 1987      | Fadern, Sonen och Den Helige Ande...                | Den sjunde mannen          |                                        |
| 1988      | Besökarna                                           | Allan Svensson             |                                        |
| 1990      | Black Jack                                          | Lennart                    |                                        |
| 1991      | Den vite vikingen                                   | Kolbeinn                   |                                        |
| 1992      | Änglagård                                           | Gäst på festen             |                                        |
| 1992-2002 | Rederiet                                            | Thorbjörn "Joker" Jonasson | TV-serie                               |
| 1993      | Hugo – djungeldjuret                                | Bullekaj och lejon         | Röstroll                               |
| 1994      | Good Night Irene                                    | Eddie                      |                                        |
| 1994      | Änkeman Jarl                                        | Försäljaren                |                                        |
| 1997      | Djungeldjuret Hugo – den stora filmhjälten          | Dr. Sturmdrang             | Röstroll                               |
| 1999      | Trettondagsafton                                    | Skeppare                   |                                        |
| 2000      | 102 dalmatiner                                      | Waddlesworth               | Röstroll                               |
| 2006      | Min vän Charlotte                                   | Templeton                  | Röstroll                               |
| 2007      | Familjen Robinson                                   | Plommonstopsmannen         | Röstroll                               |
| 2008      | Simmes röda film                                    |                            |                                        |
| 2009      | Bröllopsfotografen                                  | Claes                      |                                        |
| 2010      | Draktränaren                                        | Gape                       | Röstroll                               |
| 2011      | Avalon                                              | Janne                      | Guldbaggen för bästa manliga huvudroll |
| 2012      | Drakryttarna                                        | Gape                       | TV-serie, röstroll                     |
| 2012      | Gäster med gester                                   |                            | TV-serie                               |
| 2012      | Sean Banan inuti Seanfrika                          | Sveriges ambassadör        |                                        |
| 2012      | Vittra                                              | Gunnar                     |                                        |
| 2013      | En pilgrims död                                     | Åke Persson                | TV-serie                               |
| 2013      | Studentfesten                                       | Zackes far                 |                                        |
| 2013      | Passagerare                                         | Joe                        |                                        |
| 2013      | Orion                                               | Glenn                      |                                        |
| 2013      | Lilyhammer                                          | Stanley                    | TV-serie                               |
| 2013      | Maria Wern: Först när givaren är död                | Lennart                    |                                        |
| 2014      | Barracuda                                           | David                      | Kortfilm                               |
| 2014      | Draktränaren 2                                      | Gape                       | Röstroll                               |
| 2014      | Min så kallade pappa                                | Franks pappa               |                                        |
| 2015      | Den fjärde mannen                                   | Åke Persson                | TV-serie                               |
| 2015      | Beck – Familjen                                     | Sten Rimfors               | TV-film                                |
| 2015–2017 | Jordskott                                           | Koljonen                   | TV-serie                               |
| 2017      | Stjärnorna på slottet                               |                            | TV-serie                               |
| 2017      | Let's Dance                                         |                            | TV-serie                               |
| 2017      | Fröken Frimans krig                                 | Sivert                     | TV-serie                               |
| 2017      | Gröllop                                             | Präst                      | Kortfilm                               |

## Teater

### Roller (ej komplett)
| År   | Roll                  | Produktion                                                                             | Regi                         | Teater                               |
| ---- | --------------------- | -------------------------------------------------------------------------------------- | ---------------------------- | ------------------------------------ |
| 1970 | Snickarn Arell Acke   | Minns du den stad Per Anders Fogelström                                                | Johan Bergenstråhle          | Stockholms stadsteater               |
| 1971 | Barry                 | Räddad (Saved) Edward Bond                                                             | Jan Håkanson                 | Stockholms stadsteater               |
| 1971 | Tolken Gardet         | Slutet gott, allting gott William Shakespeare                                          | Jonas Cornell                | Stockholms stadsteater               |
| 1971 |                       | De vilda svanarna H.C. Andersen                                                        | Fred Hjelm                   | Stockholms stadsteater               |
| 1983 |                       | The Boys in the Band Mart Crowley                                                      | Börje Ahlstedt               | Folkan                               |
| 1984 | Stanley Parker        | Bäddat för sex Dave Freeman                                                            | Herman Ahlsell               | Chinateatern                         |
| 1985 | Fitzpatrick           | Fantomen Urban Wrethagen och Peter Emanuel Falck                                       | Karin Falck                  | Scalateatern                         |
| 1986 | Sten Hemska Harry     | Är du inte riktigt fisk?                                                               | Tony Verner                  | Chinateatern                         |
| 1989 |                       | Charleys tant Brandon Thomas                                                           | Per Gerhard                  | Vasateatern                          |
| 1993 | Kurren                | I fru Vennermans fall Marie-Louise Ekman                                               | Gösta och Marie-Louise Ekman | Kilen, Kulturhuset, Stockholm        |
| 2003 |                       | Kaos i folkparken Adde Malmberg, Johan Schildt och Robert Sjöblom                      | Jan Hertz                    | Fredriksdalsteatern                  |
| 2004 |                       | Schlageryra i folkparken Adde Malmberg, Johan Schildt och Robert Sjöholm               | Adde Malmberg                | Intiman                              |
| 2005 | Frank Manero Fusco Al | Saturday Night Fever' Nan Knighton, Arlene Phillips, Paul Nicholas och Robert Stigwood | TJ Rizzo                     | Oscarsteatern                        |
| 2006 |                       | Asiat i spa't Anders Albien                                                            | Anders Albien                | Halmstads Teater                     |
| 2007 | Don Calzone           | Den stora premiären Åke Cato och Mikael Neumann                                        | Adde Malmberg                | Fredriksdalsteatern                  |
| 2008 |                       | Pengarna eller livet Ray Cooney                                                        | Robert Dröse                 | Hotell Södra Berget, Sundsvall Turné |
| 2012 | Limpan                | Limpan                                                                                 | Martina Montelius            | Teater Brunnsgatan 4                 |
| 2014 | Edgar                 | Dödsdansen                                                                             |                              | Strindbergs Intima Teater            |
| 2015 | Vielgeschrei          | Den stressade Ludvig Holberg                                                           | Jan Hertz                    | Fredriksdalsteatern                  |
| 2015 | Bates                 | Top Hat Irving Berlin, Dwight Taylor och Allan Scott                                   | Sissela Kyle Hans Marklund   | Malmö Opera                          |
| 2016 | Devlin                | Aska                                                                                   | Görel Crona                  | Teater Brunnsgatan 4                 |